# Uzita
A diocese de Uzita (em  latim: Dioecesis Uppennensis) foi uma diocese católica, hoje extinta, que ficava na província de Bizacena, na Diocese da África, da qual se mantém apenas o nome e cujo título é concedido a um bispo auxiliar ou coadjutor.

## História
Uzita é hoje identificada como  'Henchir-El-Maqueceba na moderna Tunísia, uma antiga sé episcopal da província romana de Bizacena.
Atualmente, Uzita sobrevive como sede episcopal titular, sendo o atual bispo titular Dom Wolfgang Weider, bispo auxiliar da Berlim.

## Cronologia dos bispos
- Paulo † (mencionado no ano de  411)

## Cronologia dos bispos titulares
- Candido Domenico Moro O.F.M. † (14 de julho de 1931 - 1 de outubro de 1952 falecido)
- Othon Motta † (10 de março de 1953 - 16 de maio de 1960 sucedeu ao bispo diocesano da  Campanha)
- Joseph Raymond Windle † (15 de novembro de 1960 - 8 de fevereiro]] de 1971 sucedeu ao bispo de  Pembroke)
- Rómulo García † (9 de agosto de 1975 - 19 de janeiro de 1976 nomeado bispo de Mar del Plata)
- Maximilian Goffart † (2 de dezembro de 1977 - 17 de julho de 1980 falecido)
- Wolfgang Weider, desde 10 de fevereiro de 1982